# Cithaeronidae
Cithaeronidae — небольшое семейство пауков, включающее два рода и восемь видов.
Быстрые пауки, охотящиеся в ночное время. Днём отдыхают в плетёных из паутины гнёздах, которые строят под камнями. Самки длиной от 5 до 7 мм, самцы около 4 мм. Имеют бледно-жёлтый окрас. Отдают предпочтение очень горячим и сухим каменистым местам.

## Распространение
Род Inthaeron обитает только в Индии, виды рода Cithaeron обитают в Африке, Индии и некоторых частях Евразии. Три взрослые самки C. praedonius были найдены в Терезине (Бразилия). Так как они были найдены рядом с местами обитания человека, то, видимо, были туда случайно завезены. Вероятно, по этой же причине найдены в Северных территориях Австралии.

## Виды
Cithaeron O. P-Cambridge, 1872
- Cithaeron contentum Jocque & Russell-Smith, 2011 — Южная Африка
- Cithaeron delimbatus Strand, 1906 — Восточная Африка
- Cithaeron dippenaarae  Bosmans & Van Keer, 2015 — Марокко
- Cithaeron indicus Platnick & Gajbe, 1994 — Индия
- Cithaeron jocqueorum Platnick, 1991 — Кот-д’Ивуар
- Cithaeron praedonius O. P.-Cambridge, 1872 — Греция, от Ливии до Малайзии, от Австралии до Бразилии
- Cithaeron reimoseri Platnick, 1991 — Эфиопия

Inthaeron Platnick, 1991
- Inthaeron rossi Platnick, 1991 — Индия[3]